# Hardturm
L'Hardturm è stato uno stadio di calcio situato nel quartiere Kreis 5 di Zurigo ed utilizzato dal Grasshopper Club Zürich.
Costruito nel 1929 (con una capacità di 27 500 spettatori) la struttura ha ospitato il Campionato mondiale di calcio 1954.
Dopo molte ristrutturazioni la capienza è stata aumentata a 38.000 spettatori nel 1986, giusto in tempo per il 100º anniversario del Grasshopper Club Zürich e poi nuovamente diminuita a 17.666 spettatori.
Gli organizzatori del campionato europeo di calcio 2008 erano intenzionati a ridisegnare l'Hardturm per farne una delle sedi ufficiali del torneo. Un ricorso degli abitanti del quartiere ha però fermato il progetto (la cui costruzione sarebbe stata finanziata in parte da Credit Suisse) e da settembre 2007 lo stadio giace in stato di abbandono. Il 4 dicembre 2008 sono iniziati i lavori di demolizione per poi successivamente costruire il nuovo stadio, del quale non è però ancora chiaro quando vedrà la luce.
Il Grasshopper gioca attualmente le sue partite casalinghe presso il Letzigrund (che divide con i cugini dell'Zurigo) ma la società ha in progetto la costruzione di una nuovissima struttura (Stadion Zürich).